# Ziggy Camejo
Ziggy Rafael Camejo Fermin (Santo Domingo, República Dominicana, 21 de diciembre de 1995) es un futbolista profesional de la República Dominicana, se desempeña en el terreno de juego como guardameta y su actual equipo son los Delfines del Este FC de la Liga Dominicana de Fútbol.

## Trayectoria
| Club                       | País                 | Año           |
| -------------------------- | -------------------- | ------------- |
| Club Atlético Saint Luois  | Estados Unidos       | 2016-2017     |
| Wayland Baptist University | Estados Unidos       | 2017-2019     |
| Delfines del Este FC       | República Dominicana | 2019-presente |